# Eddy Lembo
Eddy Lembo (Miramas, Bocas del Ródano, 20 de marzo de 1977) fue un ciclista franco-argelino, que fue profesional entre el 2000 y 2007.  

## Palmarés
- 1999 
  - 1.º en el Gran Premio Mathias Nomblot
- 2001 
  - 1.º en el Tour del Doubs
- 2002 
  - Vencedor de una etapa en la Vuelta a Suiza
- 2008 
  - Vencedor de una etapa en el Tour de Guadalupe